# Silviu Stănculescu
Silviu Stănculescu (ur. 24 stycznia 1932 w Timișoarze, zm. 23 października 1998 w Bukareszcie) – rumuński aktor teatralny i filmowy.
W 1956 ukończył studia w Instytucie Sztuki Teatralnej i Kinematografii w Bukareszcie. Po studiach pracował w stołecznym Teatrze Komediowym.

## Filmografia wybrana
- Acțiunea „Autobuzul” (1978)
- Pentru patrie (1978)
- Revanșa (1978)
- Vară sentimentală (1986)
- Złoty pociąg (Trenul de aur) (1986)
- Liceenii (1986)
- Pădurea de fagi (1987)
- Mircea (1989)
- Stare de fapt (1995)
- Triunghiul Morții (1999)
- Noi, cei din linia intîi (1986)
- Șantaj (1981) -
- Al treilea salt mortal (1980)
- Un om in Loden (1979)
- Vlad Țepeș (1979)
- Ora zero (1979)
- Din nou împreună (1978)
- Manole - Meșter valah (1978)
- Tędy wróg nie przejdzie ( Pe aici nu se trece) (1975)
- Capcana (1974)